# 公安部政治安全保卫局
公安部政治安全保卫局，序列号公安部一局，是中华人民共和国公安部内设职能局。对外加挂公安部港澳台事务办公室、公安部警务保障企业管理办公室等牌子。
公安部政治安全保卫局对全国政治安全保卫警种进行业务指导，该机构主要搜集、分析国内外敌对势力、邪教组织、极端思想渗透等危害国家政治安全的情报信息，监测反华势力、分裂势力的动态，主导侦办颠覆国家政权、分裂国家、煽动暴力恐怖活动等危害政治安全的重大案件 。

## 历史
1949年4月9日，中央军委公安部改名为中央人民政府公安部，下设公安部敌特侦察局（一局）、公安部国特侦察局（二局）。
1957年3月18日，经国务院批准，公安部调整部分组织机构．敌特侦察局（一局）、国特侦察局（二局）合并为公安部政治保卫局（一局）。1964年1月27日，经国务院批准，公安部机构设置为：一局（政治保卫局）。1969年1月19日，公安部将原来的11个厅、局合并为5个办公室（政治、行政、侦破、治安、接待办公室），编制由1200多人减为126人（含借调军队干部41人）。
1970年7月3日，经中共中央批准，中共公安部核心小组和革命委员会成立。在革命委员会下设置五个组：(一)办事组，负责原办公厅的工作；(二)政工组，负责政治工作；(三)政保组，负责侦察、保卫工作；(四)治安保卫组，负责民警、治安、消防、劳教工作和原内务部交来的一些工作；(五)预审组，负责预审、劳改工作。11月28日，将办事组改为办公室；公安部发出《关于我部机构设置和启用印章的通知》，从12月2日起启用新印章。1971年9月17日，中共公安部核心小组会议决定．按国务院批准的编制执行，机构改为一室七组，即办公室、政工组、政治保卫组、治安保卫组、安全保卫组、劳改工作组、预审组、警卫组。
1983年9月10日，国务院批复同意公安部关于机构编制的请示，全国原政治保卫警种拆分，大部分政治保卫民警与中共中央调查部等部门干部整合组建各级国家安全机关，国务院设立中华人民共和国国家安全部领导全国国安机关。余下部分政治保卫民警改称反革命侦察警种，公安部下设公安部对反革命侦察局（一局）。
1989年3月5日，公安部发出《关于印发公安部“三定”方案的通知》为便于工作，公安部各局、司重新编排序号。公安部对反革命侦察局改称公安部政治保卫局（一局）。1994年5月12日，公安部部长办公会议审议通过了部机关各局内设机构的《三定方案》，公安部机关设19个职能局（含3个属武警现役编制的局）和政治部（4个局级机构），即：政治保卫局（为便于工作该局在必要时可对外使用“公安部台港澳事务办公室”的名义）。1998年8月11日，鉴于1997年修订《中华人民共和国刑法》取消了反革命罪，为了配合香港回归后的新形势，根据《公安部职能配置、内设机构和人员编制规定》，改革后公安部的局级机构有：公安部国内安全保卫局（一局）（先后简称为“内保局”与“国保局”）。
2020年，该局更名为公安部政治安全保卫局（一局）。

## 机构设置
根据有关规定，公安部政治安全保卫局（公安部一局）设置下列机构，
- 综合处
- 情报基础信息处
- 对外联络处
- 社会调查处
- 基层基础工作指导处
- 民族宗教领域案件侦察处
- 反颠覆破坏侦察处
- 境外非政府组织管理办公室
- 技术支援与训练处（四局技术支援与训练处）
- 信息化处
- 十一处（四局十一处）
- 十二处
- 十三处（扫黄打非处）

公安部警务保障企业管理办公室（两化企业管理办公室）设在公安部一局，是公安部警务保障企业领导小组的办事机构。

## 历任领导
| 公安部政治保卫局局长 - 陈 龙（1950年11月—） - 凌 云（1953年－1957年） 公安部国内安全保卫局局长 - 陶驷驹（1980年－1982年） - 谭松裘（1982年－1990年） - 陈芳芳 一级警监（1990年－2001年，女） - 蔡安季 一级警监（2001年6月－2001年12月） - 陈智敏 一级警监（2003年－2009年，公安部部长助理兼） - 李江舟 一级警监（2011年－2012年6月，兼公安部二十六局局长） - 白少康 一级警监（2012年6月－2013年3月28日，兼公安部二十六局局长） - 孙力军 副总警监（2013年3月28日－2020年4月9日，公安部副部长兼，兼公安部二十六局局长） - 陈思源 副总警监（2020年－2020年，公安部部长助理兼） 公安部政治安全保卫局局长 - 陈思源 副总警监（2020年－2025年7月，公安部部长助理兼，2021年6月起为公安部党委委员、副部长兼） | 公安部国内安全保卫局政治委员 …… - 殷治田 一级警监（2012年—2020年，兼公安部二十六局政治委员，2019年改兼四局政治委员） 公安部政治安全保卫局政治委员 - 殷治田 一级警监（2020年至今，兼公安部四局政治委员） |

### 其他领导
公安部国内安全保卫局副局长
……
- 朱晓平 二级警监（2001年7月－2006年1月）
- 于成平 二级警监（？年－？年）
- 刘威华 二级警监（？年－？年）
- 梁云 二级警监（2008年－2016年11月27日，兼公安部二十六局副局长）
- 赵宇 二级警监（？年－？年）
- 孙志强 二级警监（2010年6月至今）[8]

……
公安部国内安全保卫局副巡视员
……
- 张荣生 二级警监（？年－？年）

……

| 公安部港澳台事务办公室主任 …… - 李江舟 一级警监（2011年－2016年12月） - 孙力军 副总警监（2016年12月－2020年4月9日） | 公安部港澳台事务办公室副主任 …… - 朱晓平 二级警监（1998年12月－2001年7月，副司局级） …… |